# Федоровська сільська рада (Хайбуллінський район)
Фе́доровська сільська рада (рос. Фёдоровский сельский совет) — муніципальне утворення у складі Хайбуллінського району Башкортостану, Росія. Адміністративний центр — село Федоровка.

## Населення
Населення — 1058 осіб (2019, 1164 в 2010, 1110 в 2002).

## Склад
До складу поселення входять такі населені пункти:
| Населений пункт   | Населення, осіб (2002) | Населення, осіб (2010) |
| ----------------- | ---------------------- | ---------------------- |
| Абубакірово, село | 607                    | 640                    |
| Федоровка, село   | 503                    | 524                    |